# Huawei P30 Pro
Huawei P30 Pro — смартфон китайской компании Huawei, флагман серии P30. По версии EISA Huawei P30 Pro лучший смартфон 2019 года.

## Технические характеристики
- Материалы корпуса: металл (алюминий), стекло
- Операционная система: Android 9.0 Pie, EMUI 9.1
- Сети: GSM, HSDPA, LTE, HSPA, 2 nano-SIM
- Экран: OLED, диагональ 6,47", разрешение 2340х1080 точки, ppi 398, 19,5:9
- Платформа: Kirin 980 (7 нм)
- Процессор: восьмиядерный, 2 х 2.6 ГГц (Cortex-A76) и 2 х 1.92 ГГц (Cortex-A76), 4 х 1,8 ГГц (Cortex-A55)
- Графика: Mali-G76 MP10
- Оперативная память: 8 ГБ
- Память для хранения данных: 256/512 ГБ
- Слот под карту памяти: есть
- Основная камера: 40 МП f/1.6 (автофокус) + 8 МП f/3.4 (5х оптический зум, автофокус) + 20 МП f/2.2 (автофокус) + TOF, AIS, LED вспышка, HDR, ночная съемка
- Фронтальная камера: 32 МП, f/2.0, 0.8 µm
- Интерфейсы: Wi-Fi a/b/g/n/ac, Bluetooth 5.0, NFC, USB 3.1 Type-C 1.0
- Навигация: GPS, ГЛОНАСС, Galileo, Beidoo
- Дополнительно: сканер отпечатка, датчик освещённости, датчик приближения, цифровой компас, гироскоп, акселерометр
- Батарея: 4200 мАч (воспроизведение HD-видео до 15 часов[2]), быстрая беспроводная зарядка
- Габариты: 158 x 73.4 x 8,4 мм
- Вес: 192 г

## Камера
Ресурс DxOMark оценил основной модуль P30 Pro в 116 баллов, селфи-камера набрала 89 баллов. По общему количеству баллов P30 Pro занял в рейтинге ресурса пятое место, уступив Huawei Mate 30 Pro (1-е место), Xiaomi Mi CC9 Pro Premium (2-е место), Samsung Galaxy Note 10+ 5G (3-е место) и Samsung Galaxy Note 10+ (4-е место).
Основной модуль состоит из четырех камер, оптика в которых сделана компанией Leica.

## Защита
Модель прошла сертификацию IP68 по международному стандарту IEC 60529. Huawei P30 Pro пыленепроницаем и устойчив к воздействию воды, однако, гарантия производителя на повреждения после погружения в воду не распространяется.
Пользовательский краш-тесты показали, что царапины на экране Huawei P30 Pro появляются только после воздействия резцом шестого уровня из десяти по шкале Мооса.

## Продажи
26 марта 2019 года Huawei P30 Pro был представлен официально в Париже. 3 апреля 2019 года открылся предзаказ в России, а продажи начались 13 апреля. Цена на P30 Pro в комплектации 8/256 ГБ составляла 69 990 рублей.
В начале октября стоимость на P30 Pro в фирменном магазине Huawei Mall была снижена до 880$, после этого в России цена опустилась до отметки 45 490 рублей.
В начале сентября на выставке IFA 2019 компания Huawei сообщила о том, что будет выпущена новая версия Huawei P30 Pro. Обновленный вариант будет работать на оболочке EMUI10. По словам компании, в программное обеспечение будут добавлены новые функции для фото и видео съемки. Модель будет выпускаться в двух цветах: "лавандовый" и "мистически синий".
19 сентября во время пресс-конференции представитель компании сообщил о том, что с момента выпуска было продано более 17 миллионов Huawei P30 и Huawei P30 Pro. Это минимум на 53% больше по сравнению с серией P20.